# Аквілея
Аквілея (італ. Aquileia, вен. Aquiłeja) — комуна в Італії, у регіоні Фріулі-Венеція-Джулія,  провінція Удіне.
Аквілея розташована на відстані близько 440 км на північ від Рима, 37 км на північний захід від Трієста, 35 км на південь від Удіне.
Населення — 3369 осіб (2014).
Щорічний фестиваль відбувається 12 липня. Покровитель — Santi Ermacora e Fortunato.

## Історія
Виникла в давнину як місто венетів. У 181 році до нашої ери на цьому місці була заснована римська колонія. До зруйнування Аттілою в 452 році, Аквілея була центром торгівлі бурштином та важливим складським містом на торговельних шляхах з Італії на Балкани та північ. Свого часу з прилеглих до Аквілеї земель була утворена автономна Аквілейська патріархія, скасована лише в 1751 році. У 1421 році після багатьох сторіч боротьби потрапила під владу свого суперника — Венеції, програючи конкуренцію з нею поступово Аквілея втрачала своє значення та населення і врешті перетворилася на невелике село. Слов'яни знали її під назвою Воґлей. У 1809 — 1918 роках належала Австрії, пізніше й до сьогодні Італії. В Аквілеї збереглися залишки античних будівель та базиліка ХІ століття з цінними мозаїками та мармуровим різьбленням.

## Демографія
Населення за роками:

Станом на 1 січня 2023 року в муніципалітеті офіційно проживали 124 іноземці з 31 країни, серед них 59 громадян країн Євросоюзу та 20 громадян України.

## Уродженці
- Святий Пій I  — десятий папа Римський з близько 140 до 154 років.
- Паріде Тумбурус (*1939) — колишній італійський футболіст, захисник, півзахисник, згодом — футбольний тренер.

## Сусідні муніципалітети
- Фьюмічелло
- Градо
- Терцо-д'Аквілея
- Вілла-Вічентіна

## Галерея зображень

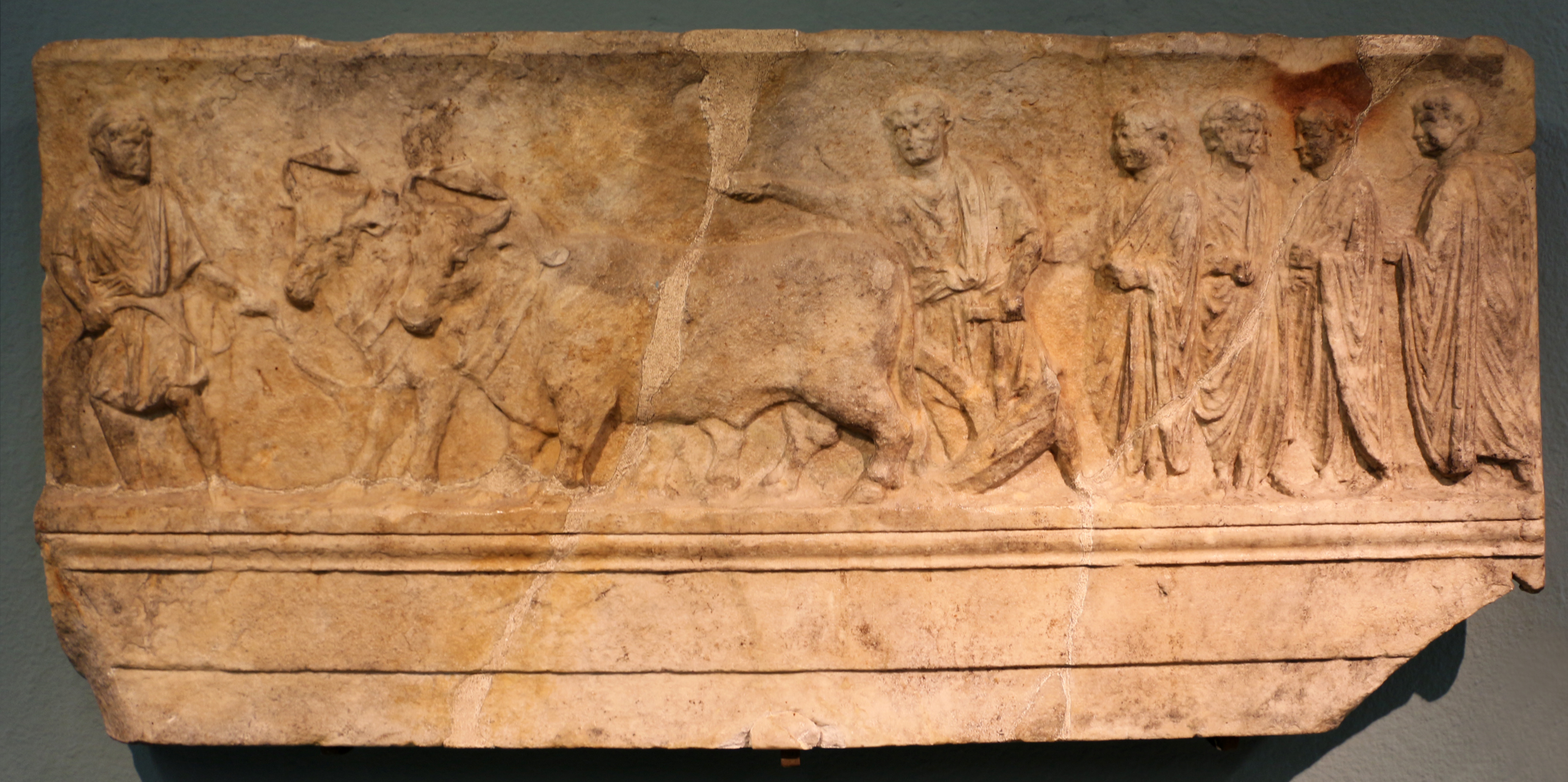
Ритуал проведення первісної борозни навколо Аквілеї
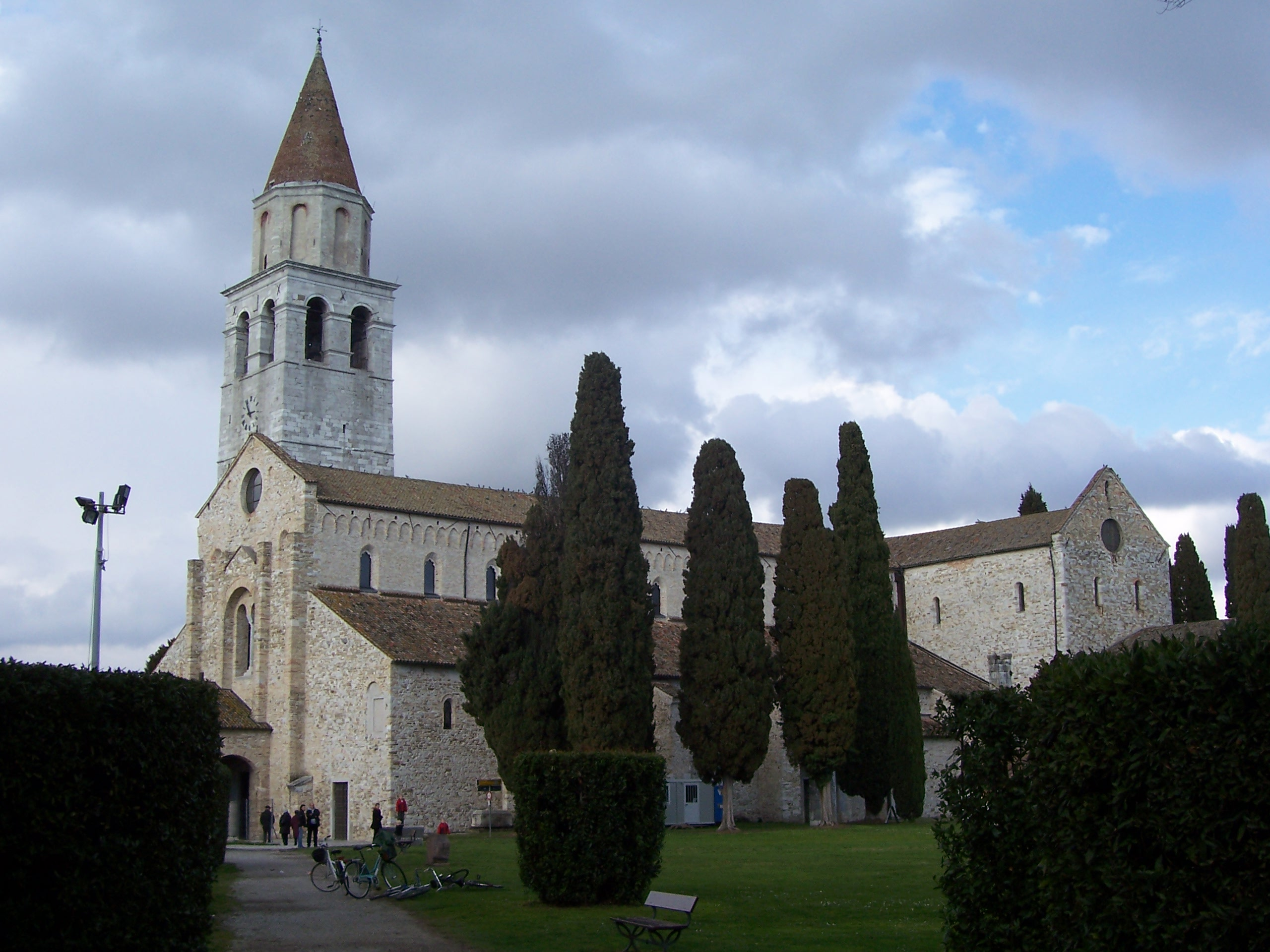
Патріарша базиліка
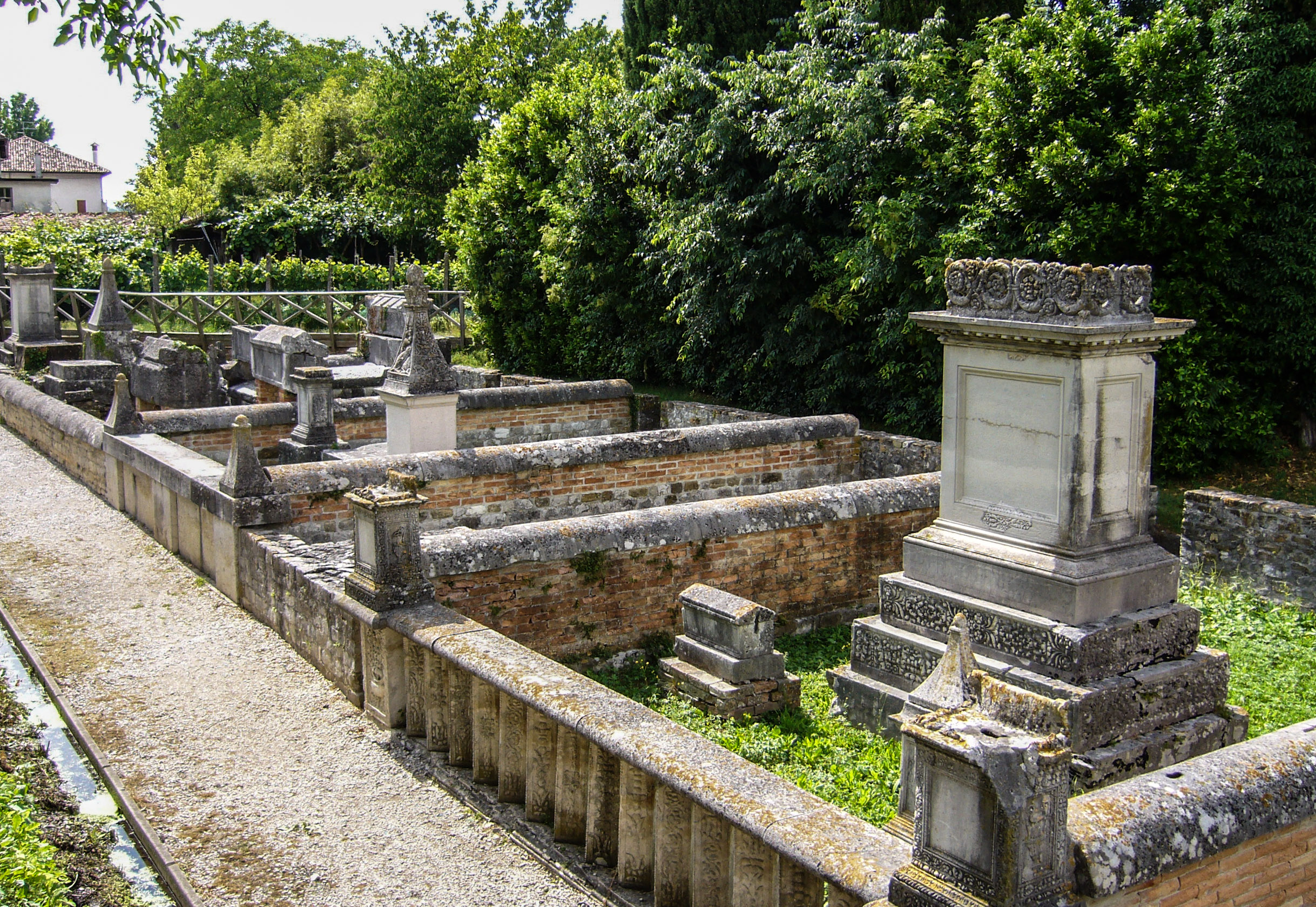
Римський цвинтар
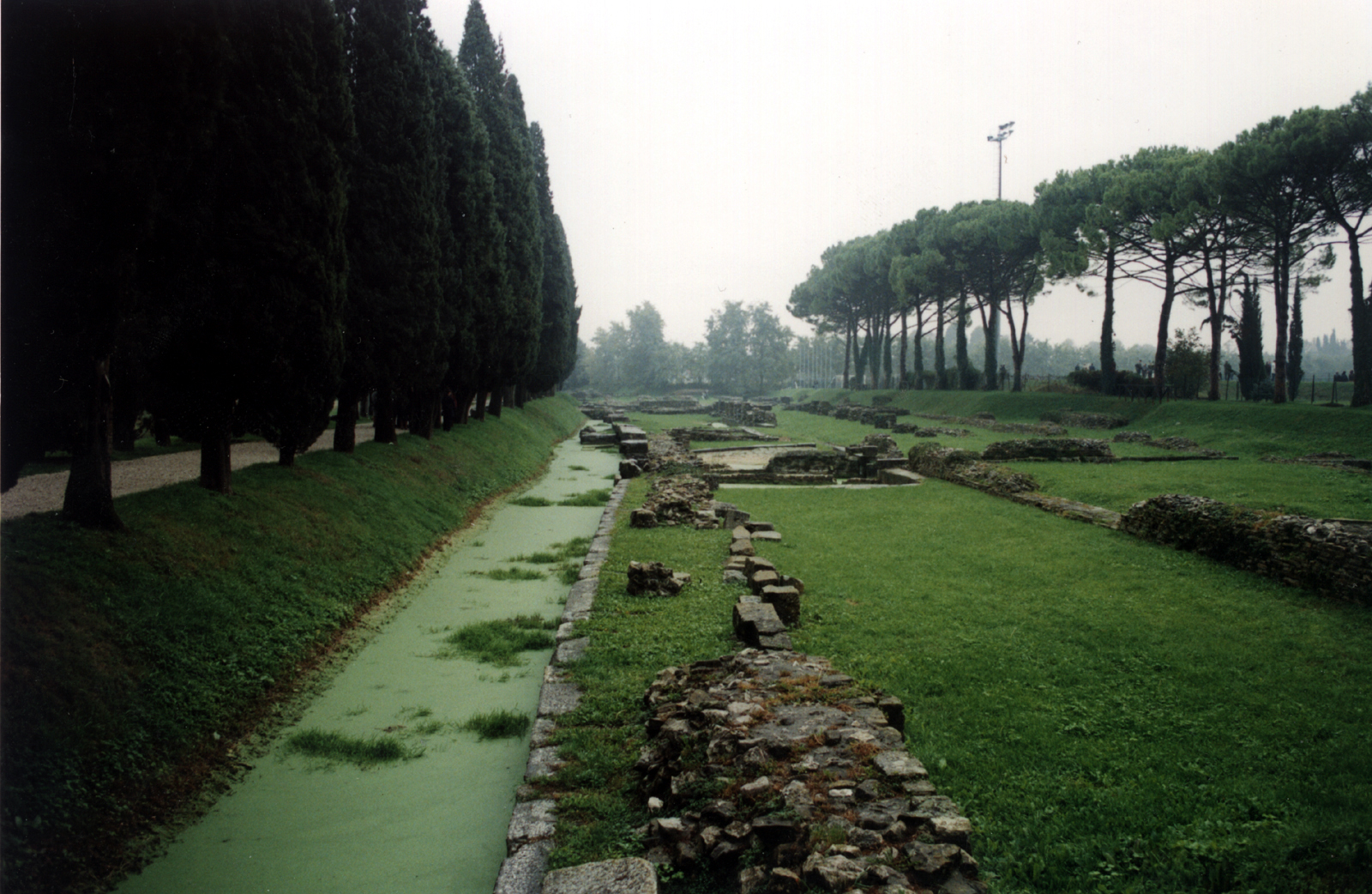
Залишки античних будівель
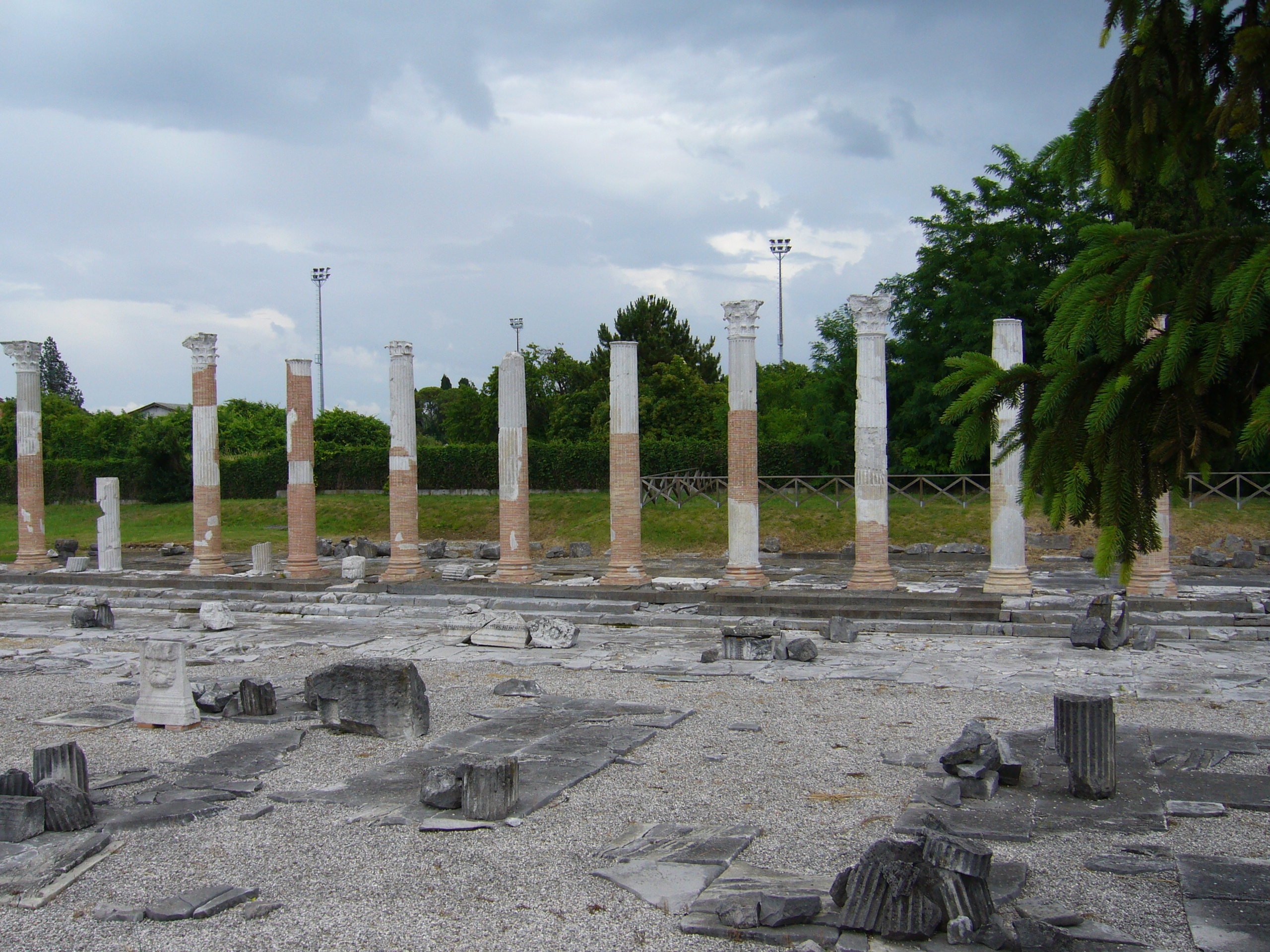
Римський форум